# Tang Enbo

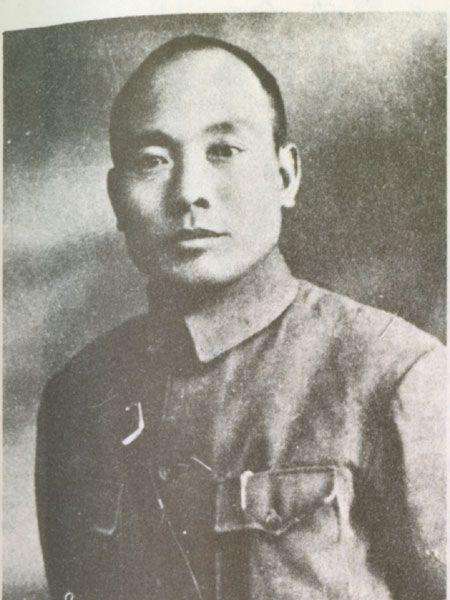
Tang Enbo

Tang Enbo (chinesisch:  湯恩伯, Wade-Giles: T'ang En-po, Geburtsname: Tāng Kèqín, * 20. September 1899 in Wuyi, Zhejiang; † 29. Juni 1954 in Tokio) war ein Armeegeneral der Nationalrepublik China, der im Zweiten Chinesischen-Japanischen Krieg mehrere Großverbände befehligte.

## Leben
Nach Abschluss der Grundschule seiner Heimatstadt im Landkreis Wuyi wurde er 1916 an der VII. Mittelschule der Provinz Jinhua aufgenommen. Später wechselte er an die Sportschule nach Zhejiang (Hangzhou) und machte dort 1920 seinen Abschluss. Er trat ins Heer ein und diente als Zugführer in der 1. Division unter Chen Yi (Gongxia) in der Zhejiang-Armee. Nachdem der Warlord Sun Chuanfang geschlagen war, kehrte Tang in seine Heimatstadt zurück und arbeitete als Inspektor der Polizeistation von Donggao.
Tong Lexun, Sohn eines Geschäftsmanns aus Hangzhou, begleitete ihn im Frühjahr 1921 zum Studium nach Japan. Im März 1922 wurde er in die Rechtsabteilung der Meiji-Universität aufgenommen, um politische Ökonomie zu studieren. Im März 1925 kehrte er nach Shanghai zurück und schrieb an Sun Chuanfang, um ihn zu bitten, ihn für eine Unteroffiziersschule in der japanischen Armee zu empfehlen. Nachdem er abgelehnt worden war, schlug sein Klassenkamerad Xu Yiqiao vor, er solle sich an seinen älteren Vorgesetzten General Chen Yi  wenden, der an der japanischen Generalstabsakademie ausgebildet worden war und gute Beziehungen nach Tokio hatte. Im Sommer 1927 beendete Tang einen Stabskurs für höhere Offiziere in der japanischen Armee und kehrte nach China zurück. 

### Dienst bei der Kuomintang
1927 diente er als Oberstleutnant und Stabsoffizier bei der 19. Armee. Im Mai 1928 wurde er zum Oberst befördert, besuchte ab Juni 1928 die Militärakademie von Nanjing und trat auf Empfehlung von Chen Yi der 1. Division der Hunan-Armee bei. Im Mai 1929 wurde er zum Generalmajor ernannt und war 1930 als Brigadekommandeur in der 1. Division sowie danach als stellvertretender Kommandeur der 4. Division im Krieg in der zentralchinesischen Ebene eingesetzt. Im Winter 1930 beteiligte sich seine 10. Brigade im Rahmen der 4. Division an der Einkreisung gegnerischer Truppen auf sowjetischem Gebiet im Nordosten von Jiangxi. Tangs Truppen konnten mehrere Formationen der Generale der Nordwestarmee, Zhang Zizhong und Ji Hongchang besiegen. Er wurde am 26. Dezember 1931 zum Kommandeur der 2. Division befördert. Im Juli 1931 eroberte er zusammen mit den Divisionen der Generale Jiang Dingwen, Chen Tiaoyuan und Gu Zhu nacheinander Kaifeng und Zhengzhou, die Zentren der Truppen der Nordwestarmee. Im März 1932 wurde er zum Kommandeur der 89. Division der Zentralarmee ernannt und nahm am Krieg gegen die Rote Armee teil. Ende 1933 befahl er die 10. Kolonne der 3. Marscharmee, die bei Pingding Min kämpfte und am 13. Januar 1934 Fuzhou besetzte. Am 8. April 1935 wurde er zum Generalleutnant befördert und erhielt das Kommando über des 13. Korps, eine der schlagkräftigsten Einheiten der Zentralarmee. Er unterdrückte bewaffnete Aufstände in Jiangxi, Guangdong, Fujian, Hunan und Hubei, unter seinem Kommando standen die 4., 10., 88. und 89. Division.

### Im Chinesischen-Japanischen Krieg
Zu Beginn des Chinesischen-Japanischen Krieges hatte Tang Enbo im August 1937 den Oberbefehl an der Taiyuaner Front in Nordostchina. In der Chahar-Operation stand auch das 17. Korps und seinem Befehl, das 13. Korps (4. und 89. Division) versuchte vergeblich die japanische Invasion entlang der Eisenbahnlinie Peking-Suiyuan zwischen Nankou und dem Juyongguan-Pass aufzuhalten. Bis zum Verlust von Zhangyuan standen seine Truppen an der Front von Huailai, Nankou und Juyongguan in fast ununterbrochenen Kämpfen gegen die Japaner.
Im Oktober 1937 wurde Tang Enbo während der Kämpfe am nördlichen Abschnitt der Pinghaner Eisenbahnlinie zum Kommandeur der 20. Armeegruppe befördert, ihm waren das 13., 50. und 85. Korps unterstellt. Während der Schlacht um Tai’erzhuang konnten sich die Truppen des 58. Korps auszeichnen, die 267. Brigade, die 4. und 89. Division, welche ursprünglich das 41. Korps unterstützen wollten, wurde jedoch von den Japanern abgefangen. Im Raum Tengxian, Lincheng, Guanqiao, Hushan und Sanshan konnten diese Verbände General Wang Mingzhang nicht die nötige Verstärkung bringen.
Als Oberbefehlshaber der 31. Armeegruppe nahm er 1938 an der Schlacht um Wuhan und im Mai 1939 an der Schlacht von Suijuo teil. Ende des Jahres nahm seine Armeegruppe an der Winteroffensive teil, im Mai 1940 auch an der Schlacht von Zaoyi. Im Frühjahr und Sommer 1940 war er gleichzeitig Direktor der Guerilla-Kader-Ausbildung in Nanyue. Im Januar und Februar 1941 nahm die 31. Armeegruppe an der Schlacht von Süd-Henan teil, wo die japanische Armee schwere Verluste erlitt. Im Winter auf 1942 wurde Tang zum stellvertretenden Kommandeur des 1. Militärbezirks und auch Militärgouverneur der vier Provinzen Henan, Anhui, Jiangsu und Shandong. Dabei standen fast 400.000 Soldaten in Henan und anderen Orten unter seinem Oberbefehl. 
Am 17. Januar 1943 gab der Reporter der Ta Kung Pao, Zhang Gaofeng im Landkreis Yexian einen Newsletter über das "Hungernde Henan" heraus, in dem er die durch die Flut, Dürre und Heuschreckenplage in Henan verursachten Leiden der lokalen Bevölkerung aufdeckte und die Militärverwaltung wegen Untätigkeit kritisierte. Gleichzeitig beschuldigte man Tang Enbo, seine nahen Untergebenen protegiert und mehrere Zivilisten unrechtmäßig drangsaliert zu haben. Anfang März 1943 wurde Zhang Gaofeng im westlichen Henan-Garnisonskommando Bezirk Yexian wegen "kommunistischen Verdachts" festgenommen und verhört und darauf in Fangcheng unter Hausarrest gestellt. Im September 1943 gab Tang seine Position als Befehlshaber der 31. Armeegruppe an Wang Zhonglian ab. 
Im April 1944 rückte die japanische Armee in Henan ein, der 1. Militärbezirks brach militärisch in kurzer Zeit zusammen. Tang Enbo und General Wang Zhonglian erkannten bald die Gefahr, die seinen eingeschlossenen Truppen im Kesselraum Luoyang drohte, und ersuchte deshalb bei Chiang Kai-shek um die Erlaubnis, mit seinen Truppen einen Ausbruch aus dem Kessel zu versuchen. Dies wurde von dem Generalissimus verweigert, da der chinesische Stab der Ansicht war, die Stadt Luoyang sei unbedingt zu halten. General Tang wurde angewiesen, jeden Meter Boden zu verteidigen. Die chinesischen Verbände, denen der Ausbruch geglückt war, zogen sich Anfang Mai in Richtung Linru zurück, wobei sie durch die japanischen Panzertruppen verfolgt wurden. Nach der Niederlage wurde Tang als Oberbefehlshaber in die Grenzregion Qianxianggui versetzt. Chiang Kai-shek verlegte zum Ausgleich die 29. Armee unter Sun Yuanliang von Sichuan in das bedrohte Gebiet nach Guizhou. Im März 1945 kommandierte Tang die 3. Frontarmee und nahm im April und Mai 1945 an der Schlacht von West-Hunan teil und führte bis Juli in Guangxi starke Gegenangriffe, um Südchina freizukämpfen.

### Im Zweiten Bürgerkrieg
Am 7. September 1945 traf General Tang Enbo in Shanghai ein, nach der japanischen Kapitulation bestand seine Mission darin, Frieden und Stabilität in der Region Nanjing-Shanghai unter nationalchinesischer Kontrolle wiederherzustellen. Im Juli 1946 diente er während des neuerlichen Bürgerkrieges als Befehlshaber der Nanjing-Garnison.
Im März 1947 führte er als Kommandeur des nationalchinesischen 1. Korps den Hauptangriff auf das befreite Gebiet von Shandong durch, wobei im Mai seine 74. Division im Menglianggu-Feldzug vollständig geschlagen wurde. Im Dezember 1948 wurde er von Chiang Kai-shek beauftragt, das Gebiet Peking-Shanghai-Hangzhou zu sichern. 
Im Juli 1949 wurde er Chef des Verteidigungsrates von Xiamen im Landkreis Kinmen. Im August war er Vorsitzender der Provinz Fujian und Chef der Xiamen-Division des Militär- und Politbüros im Südosten. Im Oktober 1949 nahmen seine Truppen an der Schlacht von Kinmen teil. Ende des Monats flüchtete er von Kinmen nach Taiwan und wurde stellvertretender Chef für militärische und politische Angelegenheiten in Südost-Taiwan. Chiang übertrug ihm aber wegen seiner Niederlage bei der Verteidigung von Shanghai und Xiamen nur noch den machtlosen Posten als "strategischer Berater des Präsidentenpalastes".

### Verabschiedung und Tod
Am 6. Mai 1949 überwies ein enger Freund von Tang eine halbe Million US-Dollar auf das Konto eines amerikanischen Freundes, und anschließend wurde das Geld über dieses Konto an Wang Wencheng und Long Zuoliang in Japan gesendet. Im Juli 1949 kauften Wang Wencheng und Long Zuoliang ein Herrenhaus mit 22 Zimmern in einem Vorort von Tokio. All diese Fakten wurden am 2. Februar 1950 veröffentlicht, als Reuters die Nachricht in Tokio veröffentlichte und behauptete Chiang Kai-shek habe über einen hochrangigen chinesischen Beamten ein Herrenhaus in einem Vorort von Tokio gekauft. Tangs Position wurde weiter erschüttert, als andere nationalistische Kader wie Gu Zhenggang Chiang enthüllten, dass Tang sich während der Shanghai-Kampagne auf die Flucht nach Japan vorbereitete, indem er seine engen Mitarbeiter Wang Wencheng und Long Zuoliang beauftragte, für ihn eine Unterkunft in Japan zu suchen. Das Ergebnis aller Fakten war es dann, dass Tang Enbo das Vertrauen von Chiang Kai-shek verlor und 1953 seinen Abschied nehmen musste. 
Im Jahr 1954 trat bei Tang eine Magenkrankheit auf, worauf ein gefährliches Zwölffingerdarm-Geschwür diagnostiziert wurde. Ihm wurde geraten, die nötige Operation im Ausland durchzuführen. Am 29. Juni desselben Jahres starb er in Japan auf dem Operationstisch. Nach dem Tod wurden seine Überreste in die Heimat überführt und in Hushan am östlichen Fuße von Nangong im Landkreis Taipeh beigesetzt. Chiang Kai-shek besuchte seinen Gedenkgottesdienst und verlieh ihm am 9. August 1954 posthum den Rang eines Armeegenerals.